# Touched
Touched ist eine Koproduktion der Kölner Produktionsfirma 2Pilots und Soquietfilms aus dem Jahre 2023 von Claudia Rorarius. In den Hauptrollen sind die isländische Body-Positivity-Aktivistin Ísold Halldórudóttir und der querschnittsgelähmte griechische Tänzer Stavros Zafeiris als Alex zu sehen.

## Handlung
Die Begegnung zwischen Maria, einer fürsorglichen Pflegerin, und Alex, einem querschnittsgelähmten Bewohner, entwickelt sich schnell zu einer verbotenen Beziehung, in der die beiden die Grenzen von Intimität ausloten und eine ungeahnte Verbundenheit erleben. Für Maria entwickelt sich die Beziehung jedoch zu einer Zerreißprobe, als Alex beginnt Forderungen zu stellen, die sie zunehmend demütigen.

## Produktion
Der Film wurde von der Kölner Produktionsfirma 2Pilots und der Berliner Produktionsfirma Soquietfilms produziert und von der Redaktion des WDR und des SWR betreut. Gefördert wurde der Film von der Film- und Medienstiftung NRW sowie von der MFG Filmförderung Baden-Württemberg. Seine Weltpremiere feierte der Film am 7. August 2023 auf dem Locarno Film Festival im Wettbewerb „Concorso Cineasti del presente“.
Seine Deutschlandpremiere feierte der Film auf dem 73. Internationalen Filmfestival Mannheim-Heidelberg im November 2023. Über den Filmverleih Cologne Cine Collective wurde der Film am 2. Mai 2024 in die deutschen Kinos gebracht.

## Kritik
Die Kritiken zur Weltpremiere des Films fielen weitgehend positiv aus. So schrieb Die Welt, der Film sei „eine ungewöhnliche Lovestory von verblüffender Wahrhaftigkeit. Trotz einiger sehr heftiger Sexszenen fesselt der Film vor allem mit leisen Mitteln. Die Geschichte schleicht sich sozusagen in die Herzen der Zuschauerinnen und Zuschauer ein und wird genau deshalb unvergesslich.“
Auf cineman.ch wurde der Mut gelobt, dass die beiden Hauptfiguren nicht den körperlichen Normen entsprächen und mit üblichen Sehgewohnheiten brechen würden. Mit diesem Film beginge die deutsche Regisseurin gleich mehrere Tabubrüche auf einmal. Die Körperlichkeit, die sie hier inszeniert, gehe über die Bilder hinaus, die man gewohnt ist. Zum einen sähe man eine Person mit einer körperlichen Behinderung, die sich in all ihrer Gebrechlichkeit zeigt. Andererseits würden die kruden Bilder bei einer Spielzeit von über zwei Stunden ermüden. Bewertet wurde der Film mit drei von fünf Sternen.
Die Berliner Morgenpost schrieb: „Das bisherige darstellerische Glanzlicht des Festivals aber hat die Isländerin Isold Halldórudóttir mit ihrem Schauspieldebüt im Drama ‚Touched‘ gesetzt. Sie verkörpert mit enormer Intensität und Sensibilität Maria, eine junge Pflegerin, die sich in einen querschnittsgelähmten Patienten verliebt.“

## Auszeichnungen
- 2023: Schauspielpreis in der Sektion Concorso Cineasti del Presente des Locarno Film Festival für Ísold Halldórudóttir und Stavros Zafeiris.
- 2023: Internationales Filmfestival Thessaloniki, Alpha Bank Accessibility Award für Stavros Zafeiris[11]
- 2023: Lobende Erwähnung beim Internationales Filmfestival Mannheim-Heidelberg